# حلزون نوک‌دار سیاه‌لکه
حلزون نوک‌دار سیاه‌لکه (نام علمی: Trochus nigropunctatus) نام یک گونه از تیره حلزون‌های نوک‌دار است.